# Socjalizm z katedry
Socjalizm z katedry (niem. Kathedersozialismus) – określenie poglądów grupy niemieckich intelektualistów, uczestników kongresu w Eisenach w 1872 r.

## Charakterystyka
Wzywali oni do reform mających na celu poprawę sytuacji ekonomicznej robotników w Niemczech, zawiązali Stowarzyszenie Polityki Społecznej (Verein für Socialpolitik).
Jednym ze znanych przedstawicieli „socjalizmu z katedry” był Rudolf von Gneist. Oprócz niego określano tak: Gustava von Schmollera, Hansa Delbrücka, Lujo Brentano, Wernera Sombarta i Adolfa Wagnera.
Określenie Oppenheima było ironiczne, ponieważ tak opisani przez niego naukowcy nie byli żadnymi socjalistami, ale zwolennikami państwa liberalnego, stojącego na straży własności prywatnej.
Friedrich Engels krytykował ich jako „filantropijnych wulgarnych ekonomistów” i „apologetów Bismarcka”.